# Roberto Claussen
Sobre o Escultor
Nascido em 11\03\1966 em Niterói no Rio de janeiro, Roberto da Silva Claussen é escultor e designer com vinte e cinco anos de carreira, autodidata, trabalha com diversos tipos de materiais como ouro, prata, bronze, pedras, alumínio, ferro, aço, cerâmica e madeira. Utilizando-se de várias técnicas o artista passa do figurativo para o abstrato com sutileza.Considerado um artista defensor da sustentabilidade denominando seu trabalho de “eco arte”, explora os cinco elementos - terra, água, fogo, ar e amor. Seus trabalhos são reconhecidos em mais de trinta países. Apesar de ser premiado dezenas de vezes ,não se envaidece muito com isso. Aprendeu com Oscar Niemeyer e Bruno Giorgi, que o mais importante é o trabalho e que o artista é um veiculo de inspiração vinda do universo superior. Sua obra figura ao lado de Bruno Giorgio e Alfredo Ceschiatti, no Palácio do Planalto, em Brasília. O artista também tem obras no acervo da Galeria do Vaticano, em acervos públicos da Bélgica e Países Baixos, devidamente catalogadas. Recebeu o título de Comendador de Arte pela Instituição Carlos Gomes, concedido pela embaixada brasileira na Itália. É associado ao Sindicato dos Artistas Plásticos do Estado de São Paulo - Comitê Nacional Brasileiro da AIAP/UNESCO, registrado em Brasília como designer, ceramista e artista plástico pela Associação dos Artistas Plásticos do Rio de Janeiro.
Trabalho do escultor
Roberto Claussen é um produtor compulsivo de arte, cria projetos monumentais esculturas gigantescas e leves ao olhar. Seu principal objetivo é interferir na sociedade através das formas mutantes ou multiformas inconstantes. Roberto Claussen tem certeza de que na arte a genialidade e autenticidade estão na simplicidade sofisticada em poucos traços, em poucos ângulos e muitas vezes em poucas cores. O que o artista quer é espalhar arte por toda parte e nada mais. Como por exemplo, participou e foi premiado em primeiro lugar no Salão Internacional na La Place Rougier em Bruxelas - Bélgica, ocasião em que o artista participou de um concurso de arte concorrendo entre 60 países, sendo o único brasileiro participante.  Na Holanda participou de um concurso mundial com mais de oitocentos mil inscritos e sua obra foi selecionada para uma exposição itinerante que se chamou “Duas mil maneiras de salvar a terra”. Claussen apresentou neste evento, uma escultura representando um cardume de peixes em forma de árvore, sob uma base simbolizando a terra e o mar e sobre esta peça ele escreveu: “Quando o último peixe for pescado, quando a última árvore for tombada e os rios e os oceanos sufocados e o ar intragável , será que os homens chegarão à conclusão de que dinheiro não se come? ”. Bastou esse evento para Claussen dar vôos aos quatro quantos do mundo divulgando as riquezas minerais do Brasil e sua biodiversidade com uma arte denúncia denominada “eco arte”, interferindo e alertando a todos os habitantes da nave mãe, nossa casa terra, a importância de preservá-la e usá-la de maneira sustentável. Em 1996 quando homens derrubavam em Ariquemes, na região do Amazonas, milhares de árvores de mogno, Claussen estava lá recolhendo os “restos” de lascas, que não serviam para nada e as transformou em uma escultura intitulada “Árvore da Prosperidade”, em homenagem as árvores tombadas. Claussen só não entende que prosperidade é esta que os homens buscam em degradar visceralmente as matas, sem replantar nada.
Principais exposições
Numa outra fase de sua carreira Claussen apresentou no Teatro Nacional de Brasília uma imensa exposição, onde os visitantes tramitavam por entre as suas esculturas denominando o espaço como “ Bosque de totem”, seus postes totêmicos e seus obeliscos radiônicos, como também suas mandalas matematicamente perfeitas, obras engenhosamente  construídas, contagiando com suas energias sutis e impregnando o ambiente com a harmonia de suas formas. Numa interessante fase de sua vida o escultor surge com suas obras em rochas vulcânicas, basaltos, pedra sabão, cristais de rocha, granitos e mármores, obras terrenas, com força rústica  mas com um sofisticado estilo próprio .
Depois de um rígido processo seletivo, foi convidado para ser aprendiz de restaurador em Assis, na Itália, ocasião em que trabalhou na reconstrução da Capela de São Francisco de Assis, parcialmente destruída por um terremoto. Em Roma teve contato com réplicas de Davi, de Michelangelo e Benini. De volta ao Brasil, estudou na Escola de Artes Visuais do Parque Lage, Rio de Janeiro, com ênfase nas três dimensões. Claussen encantou os italianos com suas “escuminárias” (luminárias náuticas), luminárias de teto (móbiles), luminárias para casa e jardim e objetos de parede. Passou por Roma, Milão, Santa Pietra, Parma e Assis. Nesta fase Claussen explorou a luz com seus cardumes de peixes aprisionados em blocos de resina que imitavam a água e bailavam sob o poder da luz, simplesmente algo fascinante aos olho. Numa outra fase em Lisboa - Portugal, Claussen expõe as suas obras na feira mundial “Expo 98” onde o tema era “Os Oceanos”. Claussen então, como não era difícil para ele, soube representar bem o Brasil naquela feira mundial; sendo o peixe seu tema predileto, por ser do signo de peixes,e ter o costume quando criança de pescar com seu pai , saber que o símbolo do peixe significa o símbolo da própria boa nova, o símbolo da prosperidade da fartura e do próprio Cristo. Nesta feira mundial de 1998, Claussen já chamava a atenção da globalização, da pesca industrial, da pesca predatória e do fim dos peixes no oceano.
Para conhecer cerâmica foi ao Nordeste e depois para as cidades barrocas de Minas Gerais para trabalhar com pedra sabão. Aceitou o convite do Comitê da Paz - da ONU através do Boina Azul e Presidente da Instituição, Pedro Nascimento, onde Kofi Annan, Luiz Inácio Lula da Silva e o presidente de Angola fizeram uma homenagem ao Embaixador Sergio Vieira de Mello, assassinado pelo terrorismo no Iraque, através de busto em bronze produzido por Claussen. O Monumento foi inaugurado na África em Luanda / Angola, com o apoio da ONU – Angola / Brasil e Comitê da Paz, no dia da Independência de Angola.De Brasília, suas obras vão para as cinco regiões do país e vários lugares do mundo. Em Stuttgard na Alemanha, Claussen desenvolveu um complexo trabalho de esculturas em bronze, na fundição Straasaker, onde conviveu com profissionais de primeira linha na área de fundição, sendo eles portugueses, italianos, alemães. Estas obras foram desenvolvidas principalmente para um aprimoramento do trabalho do escultor. Claussen expôs na cidade de Soignes, na Bélgica, onde também estudou na Ecole de Art e expôs na Capele Saint Rock e teve um longo aprimoramento de técnicas do esculpir em rochas, com ferramentas centenárias, rústicas que deram resultados fascinantes aos olhos do escultor e onde trabalhou com vários escultores na Píer Blue, uma pedra de dureza e cor azulada. O burgo mestre da cidade condecorou o artista e Claussen foi recíproco ao esculpir o brasão da cidade e presenteá-los. No período de 2004 a 2009 Claussen andou pelo mundo árabe, os emirados mais precisamente. Expôs obras diversas com grande sucesso no centro cultural de Abu Dhabi e  posteriormente sua exposição também foi para Dubai e Sarja. Retornou ao Brasil em 2009, quando  fixou seus ateliês em São Paulo, Rio de Janeiro e Brasília.  Sua próxima atuação está agendada para Itália, Espanha e China.
Referencias das exposições na internet
http://www.itu.com.br/conteudo/detalhe.asp?cod_conteudo=1687
http://noenga.com/most-voted/genre/others/?language=port&page=1&work=686
https://web.archive.org/web/20090604225433/http://www.amigosdopeito.com.br/bichos/artes/artes01.html